# Кампу-Магру
Кампу-Магру (порт. Campo Magro) — муниципалитет в Бразилии, входит в штат Парана. Составная часть мезорегиона Агломерация Куритиба. Входит в экономико-статистический микрорегион Куритиба. Население составляет 26 529 человек на 2006 год. Занимает площадь 275,466 км². Плотность населения — 96,3 чел./км².

## История
Город основан 11 декабря 1995 года.

## Статистика
- Валовой внутренний продукт на 2003 год составляет 108 809 610,00 реалов (данные: Бразильский институт географии и статистики).
- Валовой внутренний продукт на душу населения на 2003 год составляет 4586,87 реалов (данные: Бразильский институт географии и статистики).
- Индекс развития человеческого потенциала на 2000 год составляет 0,740 (данные: Программа развития ООН).

## География
Климат местности: субтропический.